# Премія НАН України імені Н. Д. Моргуліса
Пре́мія і́мені Нау́ма Дави́довича Моргу́ліса — премія, встановлена Національною академією наук України за видатні наукові роботи в галузі фізики поверхні та фізичної і наноелектроніки.
Премію засновано постановою Президії НАН України № 206 від 11 липня 2007 року та названо на честь видатного фізика, члена-кореспондента АН УРСР Наума Давидовича Моргуліса. Перше вручення відбулося у 2008 році за результатами конкурсу 2007 року.
Премію імені Н. Д. Моргуліса присуджує Відділення фізики і астрономії НАН України щотри роки.

## Лауреати премії
| Рік  | Премійовані роботи | Лауреати                        | Коротко про лауреата |
| ---- | --- | ------------------------------- | --- |
| 2007 | Цикл робіт «Дослідження взаємодії електронів середніх енергій з поверхнею твердого тіла та її структури і властивостей за допомогою скануючої зондової мікроскопії з атомною роздільною здатністю» | Марченко Олександр Анатолійович | доктор фізико-математичних наук, старший науковий співробітникІнституту фізики НАН України                                                                                                   |
| 2007 | Цикл робіт «Дослідження взаємодії електронів середніх енергій з поверхнею твердого тіла та її структури і властивостей за допомогою скануючої зондової мікроскопії з атомною роздільною здатністю» | Мельник Павло Вікентійович      | кандидат фізико-математичних наук, старший науковий співробітник Київського національного університету імені Тараса Шевченка                                                                 |
| 2007 | Цикл робіт «Дослідження взаємодії електронів середніх енергій з поверхнею твердого тіла та її структури і властивостей за допомогою скануючої зондової мікроскопії з атомною роздільною здатністю» | Находкін Микола Григорович      | академік НАН України, професор Київського національного університету імені Тараса Шевченка                                                                                                   |
| 2010 | Цикл робіт «Генерація та динаміка електронних пучків у плазмі» | Анісімов Ігор Олексійович       | доктор фізико-математичних наук, декан Київського національного університету імені Тараса Шевченка                                                                                           |
| 2010 | Цикл робіт «Генерація та динаміка електронних пучків у плазмі» | Ільченко Василь Васильович      | доктор фізико-математичних наук, завідувач кафедри Київського національного університету імені Тараса Шевченка                                                                               |
| 2010 | Цикл робіт «Генерація та динаміка електронних пучків у плазмі» | Федорус Олексій Григорович      | доктор фізико-математичних наук, старший науковий співробітник Інституту фізики НАН України                                                                                                  |
| 2013 | Цикл робіт «Функціональні властивості та діагностика новітніх НВЧ приладів» | Бєляєв Олександр Євгенович      | член-кореспондент НАН України, заступник директора Інституту фізики напівпровідників імені В. Є. Лашкарьова НАН України                                                                      |
| 2013 | Цикл робіт «Функціональні властивості та діагностика новітніх НВЧ приладів» | Конакова Раїса Василівна        | доктор технічних наук, завідувач лабораторії Інституту фізики напівпровідників імені В. Є. Лашкарьова НАН України                                                                            |
| 2013 | Цикл робіт «Функціональні властивості та діагностика новітніх НВЧ приладів» | Саченко Анатолій Васильович     | доктор фізико-математичних наук, головний науковий співробітник Інституту фізики напівпровідників імені В. Є. Лашкарьова НАН України                                                         |
| 2016 | Створення нових плазмових пристроїв для наукових досліджень та технічних застосувань | Гончаров Олексій Антонович      | доктор фізико-математичних наук, головний науковий співробітник Інституту фізики НАН України                                                                                                 |
| 2016 | Створення нових плазмових пристроїв для наукових досліджень та технічних застосувань | Жовтянський Віктор Андрійович   | член-кореспондент НАН України, заступник директора Інституту газу НАН України |
| 2016 | Створення нових плазмових пристроїв для наукових досліджень та технічних застосувань | Черняк Валерій Якович           | доктор фізико-математичних наук, професор Київського національного університету імені Тараса Шевченка                                                                                        |
| 2019 | Встановлення фізичних механізмів чутливості наноструктурованих матеріалів до багатокомпонентних середовищ                                                                                          | Кукла Олександр Леонідович      | доктор фізико-математичних наук, старший науковий співробітник, завідувач відділу функціональних перетворювачів для сенсорної техніки Інституту фізики напівпровідників ім. В. Є. Лашкарьова |
| 2019 | Встановлення фізичних механізмів чутливості наноструктурованих матеріалів до багатокомпонентних середовищ                                                                                          | Сминтина Валентин Андрійович    | доктор фізико-математичних наук, професор Одеського національного університету імені І. І. Мечникова                                                                                         |
| 2019 | Встановлення фізичних механізмів чутливості наноструктурованих матеріалів до багатокомпонентних середовищ                                                                                          | Чегель Володимир Іванович       | доктор фізико-математичних наук, старший науковий співробітник відділу функціональних перетворювачів для сенсорної техніки Інституту фізики напівпровідників ім. В. Є. Лашкарьова            |